# Gravity at Last
Gravity at Last è il secondo album della cantante Ayo ed è stato pubblicato il 29 settembre 2008 dalla casa discografica Universal Music France.

## Tracce
1. I Am Not Afraid 3:35
2. Maybe (Ayo Blues) 3:28
3. Slow Slow (Run Run) 3:29
4. Love And Hate 3:45
5. Get Out Of My Way 2:46
6. Better Days 3:32
7. Change 3:11
8. Piece Of Joy 3:38
9. Lonely 4:15
10. Sometimes 3:36
11. What's This All About? 3:21
12. Mother 5:29
13. Thank You 4:06
14. Sometimes - Home Acoustic Version (bonus track)

## Classifiche
| Classifica (2008) | Posizione più alta |
| ----------------- | ------------------ |
| Belgio (Vallonia) | 18                 |
| Francia           | 1                  |
| Germania          | 55                 |
| Italia            | 93                 |
| Polonia           | 6                  |
| Svizzera          | 10                 |